# Derrubio de vertiente
Los derrubios de vertiente o grèzes litées (nombre original en francés) son geoformas superficiales en las que se acumulan detritos aglomeráticos que tapizan interfluvios. Están asociadas a ambientes periglaciares.

## Derrubios como formaciones superficiales de ambiente periglaciar
Las formaciones superficiales de ambiente periglaciar son producto de la removilización y desplazamiento. Para su generación, el suelo sufre distintos procesos degenerativos tales como roturas, deformaciones, hinchamientos y empapamientos. En dicho sentido, los factores más relevantes para las formaciones superficiales de ambiente periglaciar son el clima y la litología. Se ha aceptado ampliamente como clasificación de estas formaciones la relación espacial que poseen con respecto a la superficie del suelo, pudiendo ser catalogadas como formaciones sobre suelo, en suelo y bajo suelo. 
Los derrubios de vertiente son una formación superficial de ambiente periglaciar sobre suelo. 

## Características generales
Ampliamente, corresponden a acumulaciones de detritos, originados mediante procesos de fragmentación (gelifracción) y depositados por procesos de movilización (principalmente gravitacional). Se localizan en pie de resaltes, crestones, tors y paredes de roca aflorante.
La granulometría es variada, pudiendo contener bloques, cantos y gravas cementados por limo y arcillas. Generalmente los fragmentos son angulosos, debido al poco transporte experimentado. La granulometría de un derrubio se relaciona estrechamente con la naturaleza del material original (composición y propiedades mecánicas), estructuras presentes en el cuerpo original y del estado de agregación del mismo.
Es posible clasificar los derrubios según el ordenamiento de sus depósitos en aquellos ordenados y no ordenados. 
- Los no ordenados o caóticos poseen material detrítico grueso en escasa matriz. Son generados por procesos de gelifracción y movimiento por gravedad. Se suelen localizar en corredores (a lo largo), pie de laderas, piedemontes amplios y antiguos circos glaciares. Es posible reconocerle por su fisonomía característica, que se compone de un escarpe que suministra material, un talud al que llega la deposición primaria y que experimenta un reajuste gravitacional, y un manto o lengua de derrame de material, el que puede ocurrir por procesos de reptación (creep) o gelifluxión-solifluxión.
- Los ordenados o secuenciales rítmicos (grézes litées) tapizan vertientes de manera secuencial, alternando detritos ricos y pobre en finos. La secuencias se depositan de manera paralela a la vertiente que tapizan. Esta disposición y alternancia del depósito generan una apariencia estratificada de la roca, también llamada pseudoestratificación. Es común encontrar material carbonático. Su formación se puede explicar en dos etapas, la primera de deposición (que involucra la creación de material detrítico por crioclastia y su posterior transporte, preferentemente por deslizamientos o caída libre), y la segunda de descarga y removilización de finos por fusión nival, en un proceso también conocido como lavado.

Según la fisonomía del derrubio podemos clasificarlos en: 
- Mantos de derrubios. Corresponden a un tapiz continuo.
  - Derrames (ordenado). Tapizan ladera de manera paralela a la misma.
  - Campos o mares (no ordenado). Recubren extensamente un piedemonte.

- Concentraciones de derrubios. Condicionados por morfología previa
  - Abanico (no ordenado). Concentradas en cuencas de recepción torrencial.
  - Corredores (ríos) de bloque (no ordenado). Canalizados en angosturas, vaguadas y callejones rocosos.
  - Taludes (no ordenado). Acumulaciones continuas al pies de paredes escarpadas.
  - Conos (no ordenado). Al pie de una pared escarpada y prolongándose a través de un corredor o similar.